# Эс-Сувайда (мухафаза)
Эс-Сувайда́ (араб. محافظة السويداء‎; также принято написание Эс-Сувейда́, буквально «чёрненький (городок)») — одна из 14 мухафаз Сирии.

## География
Административный центр — город Эс-Сувайда. Площадь мухафазы составляет 5550 км². Эс-Сувайда расположена в южной части страны. На западе граничит с мухафазой Даръа, на севере и северо-востоке с мухафазой Дамаск, на юге с Иорданией.

## Население
Мухафаза является компактным местом проживания друзов. Значительное меньшинство также составляют приверженцы восточной православной церкви и небольшая суннитская община в Эс-Сувейде. Большая часть населения живёт на западе мухафазы, на западных склонах гор Эд-Друз (Друзских гор).
По данным на 2013 год численность населения составляла 566 493 человека.
Динамика численности населения мухафазы по годам:
| 1981    | 1997    | 2013    |
| ------- | ------- | ------- |
| 199 114 | 380 000 | 566 493 |

## Административное деление
В административном отношении мухафаза делится на 3 района:
| Район      | Административный центр | Карта |
| ---------- | ---------------------- | ----- |
| Шахба      | Шахба                  |       |
| Эс-Сувайда | Эс-Сувайда             |       |
| Сальхад    | Сальхад                |       |

## Археология
При раскопках кургана Тель-Карасса-Северный (Tell Qarassa North) был обнаружен артефакт возрастом около 9000 лет, представляющий собой 12 сантиметровый фрагмент продолговатого костяного жезла из ребра буйвола с высеченным на нём реалистичным изображением человеческих лиц.
11 000 лет назад община в Тель-Карасса начала практику окультуривания зерновых, став родоначальниками сельского хозяйства. Открытия, сделанные в Tell Qarassa North, являются старейшими свидетельствами окультуривания трёх видов зерновых: один вид ячменя и два вида пшеницы (полба и спельта).